# MicroStation
MicroStation es un programa de CAD desarrollado por Bentley Systems.

## Historia
En 1985 sale al mercado la primera versión de MicroStation, llamada PseudoStation, desarrollada en 1980 por la empresa Bentley Systems, por aquel entonces filial de Intergraph Co..
En 1987 aparece la primera versión con formato de archivos DGN, que fue también la primera versión en adoptar el nombre definitivo de MicroStation, con la versión 2.0.
Después de la versión 3.0, comercializada a finales de 1988, surge en 1990 la versión 4.0, con una interfaz muy mejorada, capacidad de importar ficheros DWG, y un lenguaje propio para desarrollar aplicaciones llamado MicroStation Development Language (MDL).
En 1993 sale al mercado MicroStation 5.0, última versión soportada en Unix.
Con la aparición de Windows 95 se crea MicroStation 95, que abandona el sistema de numeración anterior, al igual que su versión siguiente, MicroStation SE, de 1997; última versión multiplataforma del producto. En lo sucesivo, el programa sólo tendrá soporte para los Sistemas Operativos de Microsoft.
En 1998 se lanza MicroStation J, que incorpora el lenguaje Java en su MDL, pasando a denominarse JMDL.
Pero la versión que supuso un cambio más relevante fue la lanzada en 2001: MicroStation V8, que modifica el sistema de archivos DGN, que pasan a denominarse DGN V8, y que por primera vez es capaz de trabajar de forma nativa con ficheros DWG.
Posteriores versiones de MicroStation V8 han ido sucediéndose, incluyendo distintas mejoras: V8.1, V8 2004 y la última hasta la fecha, en 2006, la V8 XM Edition.
La última versión estable es la CONNECT Edition (V10), lanzada el 11 de mayo de 2017.
| Versión                                   | Fecha del Lanzamiento |
| ----------------------------------------- | --------------------- |
| MicroStation 2.0                          | febrero de 1987       |
| MicroStation 3.0                          | diciembre de 1988     |
| MicroStation v4                           | diciembre de 1990     |
| MicroStation v5 (v5.0)                    | octubre de 1993       |
| MicroStation 95 (v5.5)                    | noviembre de 1995     |
| MicroStation SE (v5.7)                    | noviembre de 1997     |
| MicroStation J (v7.0)                     | diciembre de 1998     |
| Microstation J v7.1                       | noviembre de 1999     |
| MicroStation v8                           | octubre de 2001       |
| MicroStation v8.1                         | febrero de 2003       |
| MicroStation v8 2004 Edition (v8.5)       | abril de 2004         |
| MicroStation v8 XM Edition (v8.9)         | mayo de 2006          |
| MicroStation v8i (v8.11)                  | noviembre de 2007     |
| MicroStation v8i SELECTSeries 1 (v8.11.7) | noviembre de 2009     |
| MicroStation CONNECT Edition (V10)        | mayo de 2017          |

## Formatos soportados
El formato de archivo propio del MicroStation es el DGN. El diferencial de ese formato, es que no sufrió grandes cambios en su especificación desde hace muchos años, al contrario de muchos otros formatos CAD. Desde la versión V8, MicroStation también puede leer y editar formato DWG, así como el formato de intercambio DXF. Desde la versión 2004 puede imprimir 2D y 3D en PDF, así como exportar objetos en los formatos U3D y ADT. También puede generar imágenes en JPEG, BMP y vídeo en AVI, entre otros.